# 于天龍
于天龍（1988年4月9日—），中國大陸及香港男歌手及演員，前亞洲電視合約男藝員，藝人陳松伶的表弟。
于天龍在美國三藩市土生土長的ABC，自幼習樂，9歲在美國登台演出，15歲推出第一張個人原創大碟，在美國曾獲得多個歌唱比賽大獎。2003年曾參加全球華人歌唱大賽美國賽區，並奪得亞軍；2004年參加中國中央電視台第11屆全國青年歌手大獎賽獲得全國電視直播的總決賽Top12名並且獲得優秀歌手獎。及後於2008年參加由中央電視台舉辦的星光大道，並奪「冠軍」；2009年他於香港亞洲電視的亞洲星光大道擔任踢館者，繼而亞洲電視邀請其參加亞洲星光大道2，最終獲得季軍，並簽約亞洲電視，成為旗下男藝人。他在2013年約滿後已離開亞洲電視，參加由高志森創辦的春天話劇團。于天龍是陳松伶的表弟，二人曾在2015年10月25日無線節目《Sunday靚聲王》中合唱。在2017年參演香港無線電視台的劇集《賭城耆英會》，飾演片中高科技人士Simon。於2017年初，決定公開家庭狀況，表示希望觀眾關心自己的工作，而不是我的家庭，所以當初沒有刻意去說。

## 部份音樂作品
- 穿越時空的浪漫
- 童年故鄉
- 我Hip 我Hop
- 花兒開
- 好漢
- You are my everything
- 月光下的約會
- 太陽
- 龍的傳說
- 回憶最美
- 念念不忘
- 最美的風采
- CHINA
- 快樂傳說
- 擁抱夢想 高歌北京
- 美麗的水鄉
- Oh My God
- I'm Coming
- SSP 自由行 （2010年深水埗旅遊文化節「深水淘寶」主題曲）
- 活在當下 （亞洲電視電視劇香港GoGoGo主題曲）
- 愛不是不愛的理由（页面存档备份，存于）（同名微電影主題曲）
- 一個人的孤獨
- 說一聲我愛你
- 從此以後
- Love you till I die （微電影“愛不是不愛的理由”插曲）
- Love at first sight
- 啤酒與炸雞
- 天龍八步
- 愛不是不愛的理由
- 悲傷愛情故事
- 讓我陪你（微電影“愛不是不愛的理由”插曲）
- Happy 牛 Year (牛年賀年歌曲）
- 秋吟
- 虎到運來（虎年賀年歌曲）
- We are one family
- 獻給媽媽的歌（母親節紀念歌曲）
- 致父親（父親節紀念歌曲）
- 中秋思故鄉（中秋節歌曲）
- 兔氣揚眉（兔年賀年歌曲）
- 天佑祥龍（龍年賀年歌曲）
- 家（蛇年賀年歌曲）
- 有你陪我到老 （Qivaro代言主題曲）
- I Want You（2025年單曲發行）

## 亞洲星光大道2比賽歷程
| 播出日期   | 比賽主題                         | 參賽歌曲                                 | 分數 | 備註                                                              |
| ---------- | -------------------------------- | ---------------------------------------- | ---- | ----------------------------------------------------------------- |
| 2010/01/03 | 人生當中的第一首歌               | 落葉歸根（原唱：王力宏）                 | 60.9 | 該集最高分                                                        |
| 2010/01/24 | 一首歌，二人唱                   | 愛很簡單（原唱：陶喆）                   | 56.2 | 與星光一班古卓文合唱                                              |
| 2010/01/31 | 合唱歌對戰                       | 左右為難（原唱：張學友、鄭中基）         | 56.2 | 與星光二班彭遠揚合唱                                              |
| 2010/02/07 | 冠軍歌對決                       | 情已逝（原唱：張學友）                   | 55.3 | —                                                                 |
| 2010/02/14 | 冧情歌                           | 我只在乎你（原唱：鄧麗君）               | 65.8 | —                                                                 |
| 2010/03/07 | 評判指定曲                       | 愛愛愛（原唱：方大同）                   | 65   | —                                                                 |
| 2010/03/14 | 八十後歌曲                       | 風繼續吹（原唱：張國榮）                 | 66.2 | —                                                                 |
| 2010/03/28 | 男歌女唱‧女歌男唱                | 夢伴（原唱：梅艷芳）                     | 68   | 本集獲選為MVP 可獲著名設計師Koyo William Cheung設計形象和贊助服裝 |
| 2010/04/11 | 超偶聯軍踢館賽：一首歌，一個故事 | 龍的傳人（原唱：王力宏）                 | 76   | 與超4張依安PK（勝出）                                             |
| 2010/05/02 | 星光一班PK星光二班               | 男人KTV（原唱：胡彥斌）                  | 74.8 | 與星光一班冼棨豪PK（勝出），直接過關                              |
| 2010/05/09 | 給媽媽的歌                       | Ma Ma I Love You（原唱：Maria Cordero）  | 77.8 | 本集獲選為MVP 可獲喜記炒辣蟹喜宴                                  |
| 2010/05/23 | 快歌                             | 夜曲（原唱：周杰倫）                     | 73.6 | 本集獲選為MVP 可獲舞蹈課程                                        |
| 2010/05/30 | 必勝歌                           | 回憶最美（自創曲）                       | 74.4 | —                                                                 |
| 2010/06/06 | 我的偶像歌                       | 那麼愛你為什麼（原唱：黃品源）           | 72.4 | —                                                                 |
| 2010/06/13 | 網友指定歌                       | 追（原唱：張國榮）                       | 72   | —                                                                 |
| 2010/06/20 | 冠軍爭霸戰                       | 快歌：殺手（原唱：林俊傑）               | 78.2 | —                                                                 |
| 2010/06/20 | 冠軍爭霸戰                       | 慢歌Medley：我真的受傷了（原唱：張學友） | 79.2 | 晉級                                                              |
| 2010/06/20 | 冠軍爭霸戰                       | 合唱：不得不愛（原唱：潘瑋珀、弦子）     | 78.6 | 與李昊嘉合唱 晉級                                                 |
| 2010/06/20 | 冠軍爭霸戰                       | 三強PK亢帥克：自由（原唱：張震嶽）       | 75.6 | 確定成為本屆季軍                                                  |

## 演出作品

### 電視劇（亞洲電視）

#### 2010年
- 香港 GoGoGo 飾 高耀祖（男主角）

### 電視劇（無綫電視）

#### 2017年
- 賭城群英會 飾 IT王（Simon）

### 電視節目（亞洲電視）

#### 2008年
- 廣東電視台珠江頻道娛樂升平：一小時個人演唱會

#### 2009年
- 廣東電視台迎春晚會：演唱嘉賓歌曲“燕歸來”

#### 2010年
- 今夜星光燦爛：主持
- 香港九龍會展于天龍星光無限演唱會
- 開心大發現2010：主持

#### 2011年
- 尋找百姓家
- 亞洲星空下

#### 2012年
- ATV 2012人氣春晚．唱紅亞洲

#### 2013年
愛不是不愛的理由（页面存档备份，存于）（微電影）
- ATV亞洲小姐美國洛杉磯賽區表演嘉賓
- 廣東電視台咪王爭霸戰美國三藩市賽區評判和演唱嘉賓

#### 2014年
- 音樂劇 女殺手決戰黑玫瑰 飾 魔術師
- 音樂劇 大家樂 飾 阿健
- 音樂劇 不可思議阿拉叮 飾 國王

#### 2015年
- 香港TVB 靚聲王表演嘉賓 演唱 陳百強 追

#### 2016年
- 廣東電視台珠江頻道元宵晚會演唱新歌 天龍八步
- 網劇《吧街小鮮肉》 飾 男主角
- 廣東電視台珠江頻道咪王爭霸戰香港賽區評委
- 廣東電視台珠江頻道咪王爭霸戰總決賽嘉賓
- 香港原創音樂舞台劇我是過來人 飾 李先生
- 香港獲獎微電影《刪除》 飾演 男主角

#### 2017年
- 美國三藩市新春個人音樂會
- 香港回歸10週年晚會任《東方之珠》領唱
- 香港微電影《迷惘》 飾 男主角

#### 2018年
- 美國洛杉磯州立大學藝術晚會 演唱嘉賓
- 廣東電視台迎春晚會 演唱嘉賓 無心睡眠

#### 2019年
- 美國三藩市天下衛視座談天下 于天龍專訪
- 廣東電視台咪王爭霸戰美國三藩市賽區特邀表演嘉賓

#### 2023年
- 香港亞洲電視66週年晚會演唱嘉賓  大俠霍元甲

#### 2024年
- 網劇《這個酒店搞什麼鬼》 飾演 男主角

#### 2025年
- 網劇《夢回1985》 飾演 男主角
- 美國三藩市耆英慈善會週年晚會 特邀演唱嘉賓
- 香港無線《中年好聲音》三藩市賽區  演唱嘉賓

### 演唱會
| 演唱會名稱             | 舉行日期      | 地點               | 主辦單位                           |
| ---------------------- | ------------- | ------------------ | ---------------------------------- |
| 《于天龍星光無限音樂會》 | 2010年8月14日 | 九龍灣國際展貿中心 | 美寶國際集團（页面存档备份，存于） |

## 獎項
- 舊金山中華兒童才藝小天使 參賽項目：小提琴
- 舊金山兒童音樂比賽獲第三名 參賽歌曲：我的太陽（O Sole Mio）
- 舊金山青少年歌唱大賽–冠軍 參賽歌曲：祝福
- 美國北加州青少年音樂比賽獲小提琴第一名 參賽曲目：Czardas（2002）
- 舊金山全球華人新秀歌唱大賽 - 亞軍（2003）參賽歌曲：在乎你感受
- 11屆中央電視臺（CCTV）青年歌手大獎賽總決賽優秀歌手獎（2004）
- 12屆中央電視臺（CCTV）青年歌手大賽美洲區總冠軍 - 中國總決賽人氣獎（2006）
- 中國中央電視臺（CCTV）星光大道- 冠軍（2008）
- 第二屆亞洲星光大道 ——季軍（2010）
- 中國音樂先鋒獎年度最受歡迎新人歌手獎（2012）
- 廣東電台2012靚聲潮星獎（2012）
- VIP音樂榜熱播合唱歌曲- 有你陪我到老 (2024)

## 外部連結
- 天龍官方網站
- 天龍新浪Blog（页面存档备份，存于）
- 于天龍新浪微博（页面存档备份，存于）
- 于天龍Facebook專頁（页面存档备份，存于）

| 前任： 蔡梓銘 | 亞洲星光大道第三名 第二屆 | 繼任： 盧思穎 |